# Molan
Molan d'Ovèsa (en francès, Mollans-sur-Ouvèze) és un municipi francès situat al departament de la Droma i a la regió d'Alvèrnia-Roine-Alps. L'any 2007 tenia 996 habitants.

## Demografia

### Població
El 2007 la població de fet de Mollans-sur-Ouvèze era de 996 persones. Hi havia 462 famílies de les quals 144 eren unipersonals (72 homes vivint sols i 72 dones vivint soles), 186 parelles sense fills, 87 parelles amb fills i 45 famílies monoparentals amb fills.
La població ha evolucionat segons el següent gràfic:
Habitants censats

### Habitatges
El 2007 hi havia 820 habitatges, 465 eren l'habitatge principal de la família, 322 eren segones residències i 33 estaven desocupats. 639 eren cases i 173 eren apartaments. Dels 465 habitatges principals, 283 estaven ocupats pels seus propietaris, 161 estaven llogats i ocupats pels llogaters i 21 estaven cedits a títol gratuït; 20 tenien una cambra, 40 en tenien dues, 123 en tenien tres, 141 en tenien quatre i 141 en tenien cinc o més. 353 habitatges disposaven pel capbaix d'una plaça de pàrquing. A 222 habitatges hi havia un automòbil i a 196 n'hi havia dos o més.

### Piràmide de població
La piràmide de població per edats i sexe el 2009 era:
| Homes | Edats   | Dones |
| ----- | ------- | ----- |
| 0     | 95 o +  | 0     |
| 4     | 90 a 94 | 4     |
| 16    | 85 a 89 | 24    |
| 8     | 80 a 84 | 8     |
| 20    | 75 a 79 | 40    |
| 32    | 70 a 74 | 28    |
| 24    | 65 a 69 | 16    |
| 36    | 60 a 64 | 32    |
| 16    | 55 a 59 | 24    |
| 12    | 50 a 54 | 24    |
| 36    | 45 a 49 | 8     |
| 36    | 40 a 44 | 24    |
| 16    | 35 a 39 | 28    |
| 20    | 30 a 34 | 24    |
| 44    | 25 a 29 | 36    |
| 16    | 20 a 24 | 12    |
| 16    | 15 a 19 | 28    |
| 12    | 10 a 14 | 20    |
| 20    | 5 a 9   | 8     |
| 24    | 0 a 4   | 20    |

## Economia
El 2007 la població en edat de treballar era de 577 persones, 412 eren actives i 165 eren inactives. De les 412 persones actives 348 estaven ocupades (190 homes i 158 dones) i 65 estaven aturades (23 homes i 42 dones). De les 165 persones inactives 60 estaven jubilades, 32 estaven estudiant i 73 estaven classificades com a «altres inactius».

### Ingressos
El 2009 a Mollans-sur-Ouvèze hi havia 463 unitats fiscals que integraven 972 persones, la mediana anual d'ingressos fiscals per persona era de 15.190 €.

### Activitats econòmiques
Dels 76 establiments que hi havia el 2007, 5 eren d'empreses alimentàries, 1 d'una empresa de fabricació de material elèctric, 3 d'empreses de fabricació d'altres productes industrials, 19 d'empreses de construcció, 11 d'empreses de comerç i reparació d'automòbils, 2 d'empreses de transport, 9 d'empreses d'hostatgeria i restauració, 1 d'una empresa d'informació i comunicació, 2 d'empreses financeres, 1 d'una empresa immobiliària, 7 d'empreses de serveis, 9 d'entitats de l'administració pública i 6 d'empreses classificades com a «altres activitats de serveis».
Dels 25 establiments de servei als particulars que hi havia el 2009, 1 era una oficina de correu, 2 tallers de reparació d'automòbils i de material agrícola, 9 paletes, 2 guixaires pintors, 3 fusteries, 1 lampisteria, 1 electricista, 1 empresa de construcció, 2 perruqueries, 2 restaurants i 1 saló de bellesa.
Dels 5 establiments comercials que hi havia el 2009, 1 era una botiga de més de 120 m², 2 fleques i 2 carnisseries.
L'any 2000 a Mollans-sur-Ouvèze hi havia 58 explotacions agrícoles que ocupaven un total de 468 hectàrees.

## Equipaments sanitaris i escolars
El 2009 hi havia una escola elemental.

## Poblacions més properes
El següent diagrama mostra les poblacions més properes.